# Vittorio Emanuele di Savoia (1937)
Vittorio Emanuele di Savoia (Vittorio Emanuele Alberto Carlo Teodoro Umberto Bonifacio Amedeo Damiano Bernardino Gennaro Maria; Napoli, 12 febbraio 1937 – Ginevra, 3 febbraio 2024) è stato un membro di Casa Savoia, figlio dell'ultimo re d'Italia Umberto II e di Maria José del Belgio; dal 1983 è stato pretendente al trono d'Italia in disputa dal 2006 con la linea dinastica di Aimone di Savoia-Aosta; era sposato con Marina Doria, da cui ha avuto un figlio, Emanuele Filiberto.

## Biografia

### Infanzia

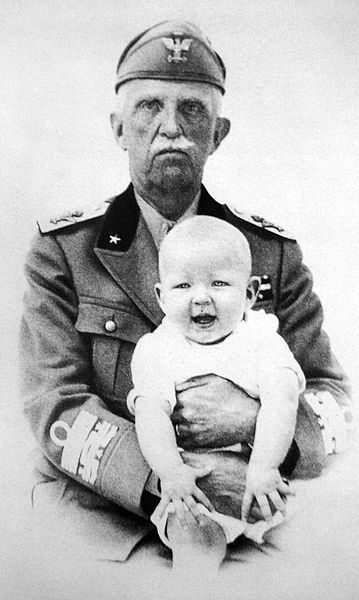
Vittorio Emanuele III con il nipote ed erede omonimo

Acclamato alla nascita (1937) principe dell'Impero, Vittorio Emanuele ricevette dal nonno il titolo di principe di Napoli, come d'uso in Casa Savoia per i principi ereditari e loro primogeniti in alternanza con quello storico di principe di Piemonte, allora attribuito al padre Umberto, in quel momento erede al trono.
Nel 1938, anche se la notizia trapelerà molti anni dopo, secondo fonti diplomatiche britanniche Maria José del Belgio si sarebbe accordata con Rodolfo Graziani e con il capo della polizia Arturo Bocchini per tentare un colpo di Stato a opera di alcuni reparti delle forze armate, con Pietro Badoglio come comandante in capo, azione che sostituisse Benito Mussolini con un «avvocato milanese antifascista» (probabilmente Carlo Aphel) e costringesse Vittorio Emanuele III ad abdicare in favore di Umberto; Umberto era, a sua volta, d'accordo con la moglie per abdicare subito in favore del piccolo Vittorio Emanuele; la stessa Maria José sarebbe stata nominata reggente del Regno in deroga allo Statuto Albertino, fino al compimento dei 21 anni del giovanissimo ipotetico sovrano.
Questo presunto complotto, che vedeva d'accordo anche Italo Balbo, l'anglofilo Dino Grandi e l'antitedesco e ambizioso genero del Duce Galeazzo Ciano, non andò comunque oltre un incontro preliminare a Racconigi e alcune riunioni a Milano e Maria José non ne parlò mai direttamente.

### Seconda guerra mondiale

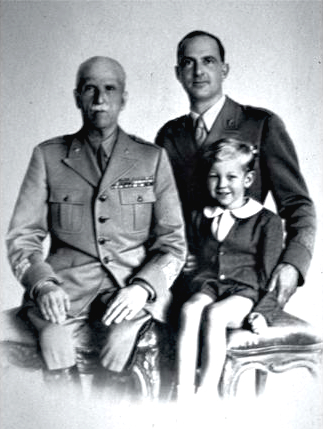
Vittorio Emanuele III, Umberto II e il piccolo Vittorio Emanuele

Il 7 agosto 1943, su ordine del re, lasciò Roma con la madre Maria José e le tre sorelle, raggiungendo Sant'Anna di Valdieri in Piemonte. L'allontanamento dalla capitale fu probabilmente al contempo sia una misura atta a stroncare il pericoloso "attivismo" della principessa di Piemonte, sia un tentativo di mettere al riparo il futuro principe ereditario da operazioni di cattura tedesche.
Trasferitisi per motivi di sicurezza al castello di Sarre, la sera dell'8 settembre 1943 ricevettero l'ordine di partire per la Svizzera; a guerra finita, lui e le sorelle poterono tornare a Roma, preceduti di qualche giorno dalla madre.

### Abdicazione di Vittorio Emanuele III e referendum istituzionale
All'abdicazione del nonno il 9 maggio 1946, divenne principe ereditario. Il 5 giugno, poco dopo le votazioni per il referendum istituzionale del 1946, tra il 5 e il 6 giugno, quando era chiaro il vantaggio della Repubblica, Umberto II ordinò a Maria José di lasciare l'Italia con i figli, in modo da attendere i risultati definitivi delle consultazioni.
Nella notte tra il 12 e il 13 giugno 1946, senza attendere la proclamazione dei risultati definitivi da parte della Corte di cassazione (prevista per il 18 giugno), il governo conferì i poteri di capo provvisorio dello Stato al presidente del Consiglio. Umberto, giudicandolo un gesto rivoluzionario, decise di lasciare l'Italia nell'intento di evitare ulteriori spargimenti di sangue.

### Esilio

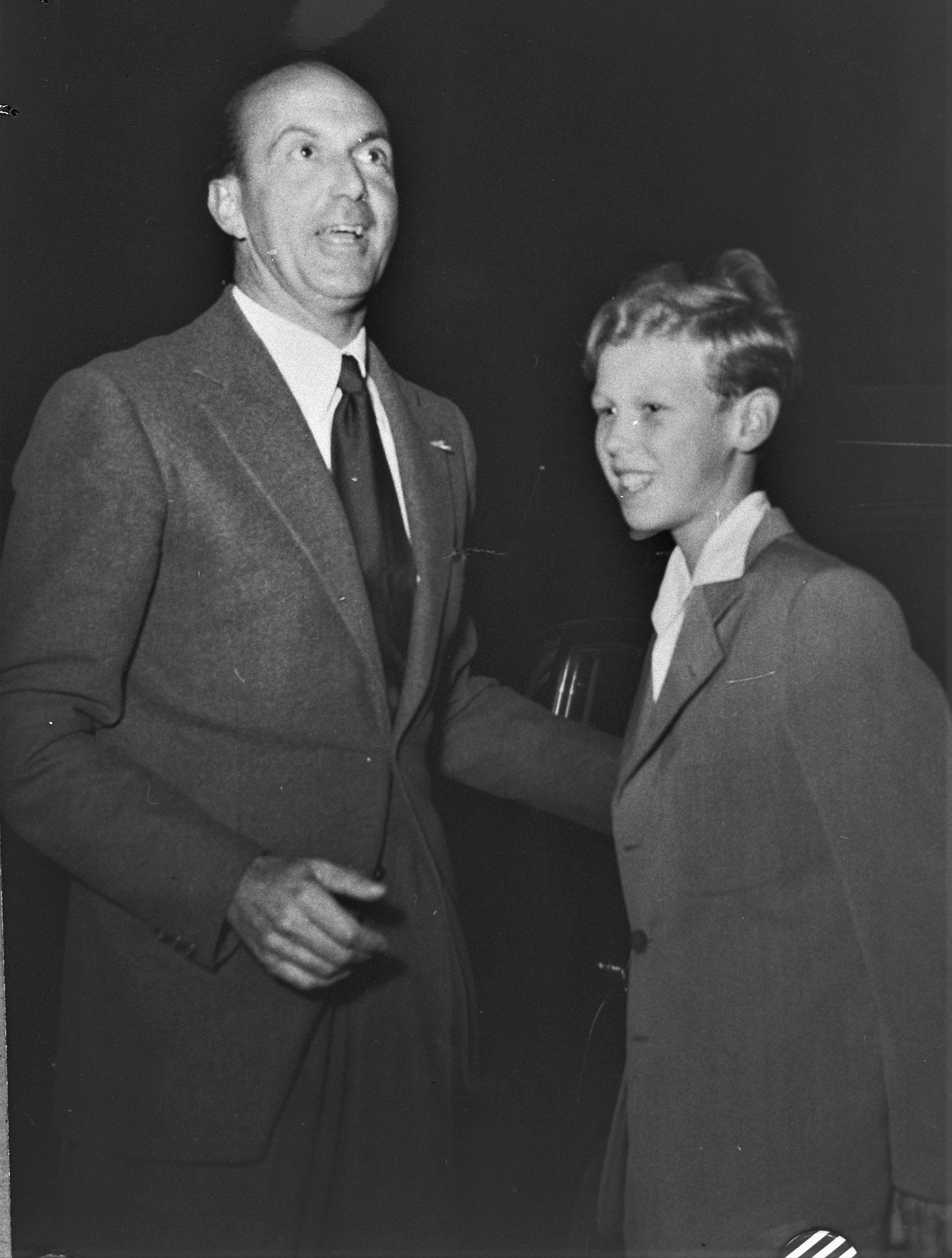
Vittorio Emanuele col padre Umberto II il 5 ottobre 1949

La Costituzione repubblicana, entrata in vigore il 1º gennaio 1948, stabilì per gli ex-sovrani, loro consorti e discendenti maschi di Casa Savoia il divieto d'ingresso e di soggiorno nel territorio nazionale. Andarono a risiedere in Svizzera, in una villa a Merlinge, nel comune di Meinier, e il giovane Vittorio Emanuele studiò a Lancy, al cattolico Institut Florimont. Durante l'esilio, conclusosi alla fine del 2002, svolse un'attività d'intermediario finanziario, stringendo amicizie e legami d'affari con grandi industriali, in particolare la famiglia Agusta.

### Matrimonio e giovinezza
(Lampi di vita. Storia di un principe in esilio, 2002, p. 187.)
Dopo un lungo e contrastato fidanzamento durato circa tredici anni, più volte avvertito della palese contrarietà del padre con scritti riservati all'inizio degli anni sessanta riferiti sia al suo fidanzamento con Dominique Claudel sia esplicitamente a Marina Doria, sposò quest'ultima civilmente l'11 gennaio 1970 a Las Vegas e, religiosamente, il 7 ottobre 1971 a Teheran. Già precedentemente, durante il periodo degli studi universitari, a causa della sua condotta, aveva da tempo smesso di ricevere l'appannaggio stabilito da Umberto II per i propri figli, mentre dopo le nozze venne stabilita l'equa ripartizione dell'eredità paterna tra tutti i figli, contrariamente all'originaria decisione di Umberto II di assegnare una quota maggiore al figlio, in quanto suo erede dinastico.
(Lampi di vita (2002), p. 97.)
Che vi fossero delle incomprensioni fra padre e figlio dettate anche da notizie distorte, Umberto II dovette effettivamente intuirlo, tanto da invitare nel 1961 l'ex Capitano del Regio Esercito e medaglia di bronzo al Valor Militare Franco Mattavelli a rimanere vicino al figlio.
Prima del matrimonio non erano mancati alcuni gesti significativi da parte del padre, come la nomina a Cavaliere dell'Ordine supremo della Santissima Annunziata nel 1955, in occasioni ufficiali (come il 31 ottobre 1965, quando il principe si collegò al congresso del Fronte Monarchico Giovanile dell'Unione Monarchica Italiana dando lettura del Bollettino della Vittoria per incarico del padre) o in occasione di alcune visite di Umberto II a Merlinge.
Umberto II più volte aveva ricordato al figlio la perdurante validità delle secolari leggi dinastiche e delle disposizioni del codice civile relative al "regio assenso", che non venne concesso per il matrimonio con Marina Doria. In base a questo atto contrario alle regole dinastiche, Amedeo di Savoia giustificò poi le sue pretese di capo di Casa Savoia. Dal matrimonio con Marina Doria ha avuto un unico figlio, Emanuele Filiberto, nato nel 1972.

### Atto di deposizione di Umberto II
Poiché le leggi dinastiche di Casa Savoia riguardano i matrimoni dei principi, ma non i matrimoni dei re, il 15 dicembre 1969, essendo consapevole delle vigenti leggi e del rifiuto del padre di acconsentire al suo matrimonio con Marina Doria, aggirò l'ostacolo ed emanò un "decreto reale" nel quale si elevava a re, autoproclamandosi Vittorio Emanuele IV re d'Italia, in quanto, secondo lui, succeduto ipso iure al padre nel 1946 come conseguenza della sua partenza per l'esilio, considerata da lui come un'abdicazione. «Per effetto della avvenuta successione, Ci competono anche i diritti di Capo legittimo della dinastia Sabauda e tali diritti eserciteremo d'ora innanzi, solo temperati dalla discrezione che lo stato fisico e morale di S.M. l'ex Re Umberto II detta alla Nostra coscienza di figlio». Il giorno successivo, al fine di sanare la condizione borghese della fidanzata, in qualità di "re d'Italia" emanò un secondo (e ultimo) "decreto reale", col quale conferiva a Marina Doria il titolo di duchessa di Sant'Anna di Valdieri. Pochi giorni dopo, l'11 gennaio 1970, la sposò civilmente a Las Vegas, contraendo in seguito anche nozze religiose a Teheran.

### Attività dall'esilio

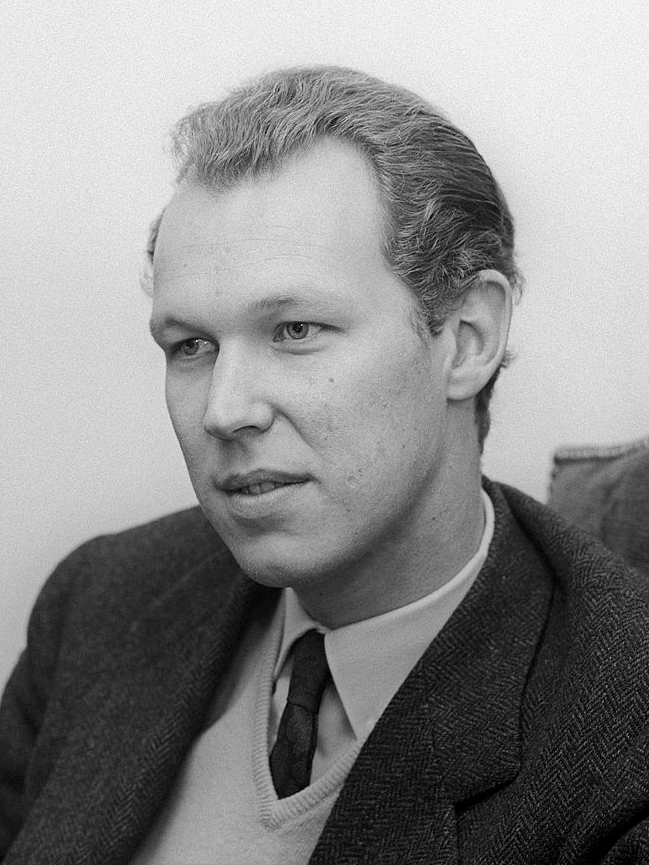
Vittorio Emanuele nel 1964

Coerentemente alle proprie rivendicazioni dinastiche, cui si fa riferimento nell'apposita sezione legata alla questione dinastica, dalla morte del padre Umberto II ha portato avanti una serie di attività legate al proprio preteso ruolo di capo di Casa Savoia.
- In occasione del Capodanno del 1992 ha richiesto ufficialmente alla Repubblica Italiana di adoperarsi per una revisione del Trattato di Osimo.[24]
- Durante i funerali di Baldovino I del Belgio, suo primo cugino, nell'agosto del 1993, accompagnando la madre Maria José, ha incontrato il presidente della Repubblica Italiana Oscar Luigi Scalfaro, rinnovando la propria disponibilità a trovare un punto d'incontro per la fine dell'esilio.[25][26]
- Il 3 giugno 1995 incontrò il presidente del Senato Carlo Scognamiglio all'aeroporto Charles de Gaulle di Parigi, che gli assicurò il proprio appoggio per l'abrogazione della XIII norma costituzionale sull'esilio dei Savoia.[27]
- Nell'agosto del 1996 ricevette nella sua villa di Cavallo il ministro degli Esteri Lamberto Dini.[28]
- Nel luglio del 1999, sempre in previsione del rientro dall'esilio, ricevette sempre a Cavallo l'ex presidente della Repubblica Francesco Cossiga; era la prima volta dal 1946 che non si teneva un incontro ufficiale tra un membro di Casa Savoia e un rappresentante diretto della Presidenza della Repubblica.[29]
- In occasione del matrimonio del nipote Filippo del Belgio, nel dicembre del 1999, incontrò il presidente della Commissione europea Romano Prodi, proseguendo gli incontri in previsione del rientro.[30]
- Da un punto di vista prettamente dinastico, ha effettuato il riordino degli ordini dinastici di Casa Savoia; in particolare nel 1988 ha operato una riforma dell'Ordine civile di Savoia, fondato da Carlo Alberto, scorporandone una parte per premiare i benemeriti verso Casa Savoia e costituendo un ordine denominato Ordine al merito di Savoia, che al 1º gennaio del 2000 contava 1.453 insigniti.[31] L'ordine principale della Casa, l'Ordine dei Santi Maurizio e Lazzaro è invece rimasto sostanzialmente fedele agli statuti tradizionali e per antica consuetudine l'insignito Cavaliere gode della nobiltà personale (come specifica il sito ufficiale della Real Casa).

### Rientro in Italia

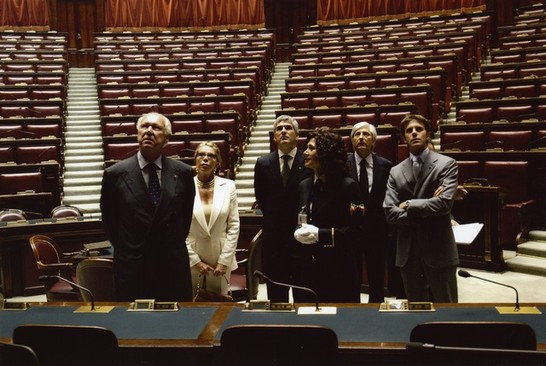
L'allora presidente della Camera dei deputati, Pier Ferdinando Casini, accompagna Vittorio Emanuele di Savoia in visita all'Aula di Palazzo Montecitorio

Vittorio Emanuele ha vissuto in Svizzera, a Ginevra, fino al 2002, quando venne abolita la norma costituzionale che obbligava gli eredi maschi di Casa Savoia all'esilio.
Nel 2002, con un comunicato emesso da Ginevra, prese ufficialmente le distanze dalle leggi razziali, per la prima volta nella storia di Casa Savoia.
Sempre nel 2002 furono pubblicate dichiarazioni in cui accettava la fine della monarchia.
Nello stesso anno, dopo l'abolizione dell'esilio, insieme con il figlio giurò per iscritto e senza condizioni fedeltà alla Costituzione repubblicana e al presidente della Repubblica, rinunciando in tal modo esplicitamente a qualunque pretesa dinastica sullo Stato italiano.
Nel novembre 2007 ha richiesto allo Stato italiano 260 milioni di euro come risarcimento per l'esilio, oltre alla restituzione dei beni privati confiscati dallo Stato nel 1948, sulla scorta di quanto avvenuto per altri membri di famiglie reali europee costrette all'esilio. Tale richiesta contraddice ciò che Vittorio Emanuele dichiarò con una lettera alla Camera l'8 luglio 2002:
Tra gennaio e febbraio del 2022, ha deciso insieme alle sorelle e al figlio di chiamare in causa lo Stato italiano per la restituzione dei gioielli di famiglia Savoia custoditi dalla Banca d'Italia.

### Morte
È morto alle ore 7:05 del 3 febbraio 2024, all'età di quasi 87 anni, nell'ospedale universitario cantonale di Ginevra, dove morì anche suo padre. Il 9 febbraio viene aperta la camera ardente presso la chiesa di Sant'Uberto, nella reggia di Venaria Reale. I funerali si sono svolti nel duomo di Torino nel pomeriggio del 10 febbraio e, il successivo 14 febbraio, è stato cremato (primo fra i Savoia) a Biella. Le ceneri sono state sepolte nella cripta reale della basilica di Superga il successivo 1º luglio.

## Procedimenti giudiziari
Nel corso degli anni alcuni scandali legati a vicende giudiziarie hanno contrassegnato la vita di Vittorio Emanuele, che è sempre stato prosciolto dalle accuse più gravi e condannato solo per porto abusivo di armi da fuoco a 6 mesi con la condizionale.

### Traffico di armi
Negli anni settanta venne indagato, sia dal giudice istruttore Carlo Mastelloni della pretura di Venezia, sia dal giudice istruttore Carlo Palermo della pretura di Trento, per traffico internazionale di armi verso alcuni paesi mediorientali posti sotto embargo. Il caso venne successivamente trasferito alla pretura di Roma. Tale indagine fu poi archiviata. Vittorio Emanuele era intermediario d'affari per conto della Agusta e, grazie all'amicizia con lo Scià di Persia Reza Pahlavi, proprio in quegli anni concludeva compravendite di elicotteri tra l'Italia, l'Iran e altri paesi arabi.

### Accusa per l'omicidio di Dirk Hamer e porto abusivo di armi

Ryke Geerd Hamer mostra una foto del figlio

Il 18 agosto 1978, sull'isola di Cavallo, in Corsica, ci fu una sparatoria a seguito del furto del gommone di Vittorio Emanuele da parte di conviviali del chirurgo/playboy Nicky Pende; Vittorio Emanuele sparò due colpi di carabina. L'ipotesi d'accusa, sulla base della quale fu in seguito arrestato, fu che uno dei proiettili avesse colpito la coscia dello studente tedesco di 19 anni Dirk Geerd Hamer, figlio di Ryke Geerd Hamer, che stava dormendo in una barca vicina, il Mapagia della famiglia Leone, e che morì nel dicembre dello stesso anno dopo una lunga agonia. Di ciò, però, non vi fu prova, in quanto la difesa sostenne la presenza di altre persone che avrebbero sparato durante la colluttazione, poi fuggite e mai identificate dalla gendarmeria francese che restituì al proprietario italiano una P38 precedentemente sequestrata; la barca fu fatta smantellare in Sardegna senza che le autorità francesi potessero perquisirla. Anche il calibro e il rivestimento dei proiettili che ferirono il giovane risultarono diversi da quelli in dotazione alla carabina di Vittorio Emanuele (al quale sarebbe stato contestato, senza però addurre alcuna prova, di aver effettuato una sostituzione d'arma). Nel novembre del 1991 fu prosciolto dalla Camera d'accusa parigina dall'accusa di omicidio volontario e condannato a 6 mesi con la condizionale per porto abusivo d'arma da fuoco, "fuori dalla propria abitazione". Il 21 giugno 2006, durante la sua detenzione nel carcere di Potenza, una microspia ha intercettato una sua conversazione in cui ammetteva di aver sparato il colpo alla gamba, vantandosi di essere uscito vittorioso dalla vicenda. Il contenuto della conversazione fu divulgato poco tempo dopo dalla stampa:
Secondo gli avvocati difensori, la conversazione sarebbe stata alterata falsando o eliminando i "non" per far apparire le affermazioni negative in positive. Tuttavia la videoregistrazione è stata conservata e, dopo anni di richieste alle autorità, la sorella di Dirk, Birgit Hamer, ne è venuta in possesso. Il 24 febbraio 2011 è stata pubblicata in rete dal sito del Fatto Quotidiano.
La versione della famiglia di Dirk, che è stata divulgata da numerosi quotidiani, afferma che il diciannovenne venne colpito alla gamba da un proiettile. Vittorio Emanuele avrebbe sparato alcuni colpi dal suo yacht, uno dei quali penetrò nella stiva e colpì il giovane, che stava dormendo, alla gamba: nonostante i soccorsi e il ricovero in una clinica, la gamba andò in gangrena (venne soccorso dopo circa 4 ore e perse molto sangue); Dirk entrò in coma e morì dopo quattro mesi di agonia. Vittorio Emanuele ha sempre sostenuto che il proiettile nella gamba di Dirk Hamer era della pistola P38, mentre il fucile con cui lui avrebbe sparato alcuni colpi in aria era una carabina, quindi con proiettili diversi.

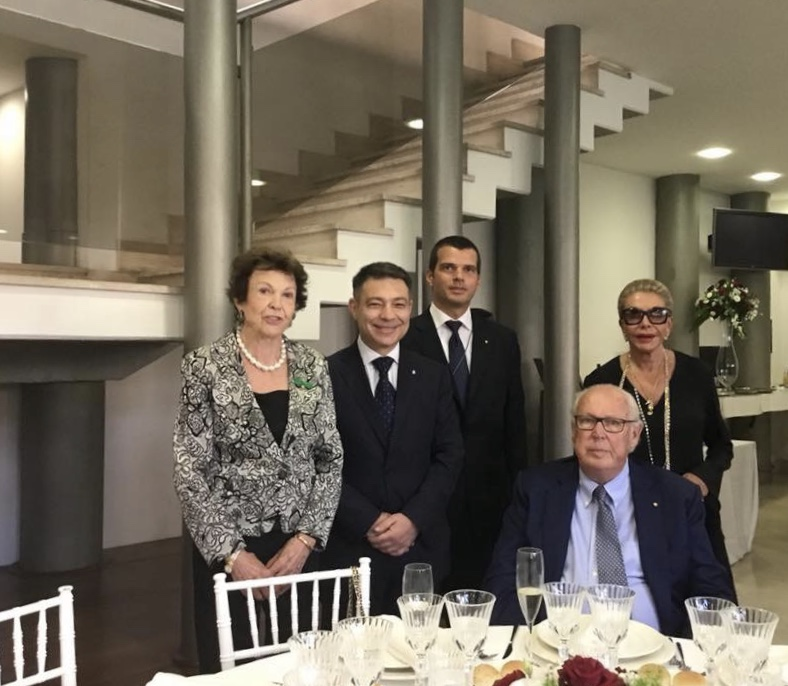
Vittorio Emanuele (seduto) con la moglie Marina Doria alle sue spalle e la principessa Maria Pia di Savoia, nel 2018

Nell'agosto 2017 la Cassazione, confermando l'assoluzione dell'ex direttore di la Repubblica Ezio Mauro e di un giornalista dall'accusa di aver diffamato in un articolo del 2007 Vittorio Emanuele - il cui ricorso contro i proscioglimenti emessi dalla Corte di Appello di Milano nel 2016 è stato respinto - ha sostenuto, esaminando la sparatoria avvenuta all'isola di Cavallo nell'agosto del 1978, che "gli elementi indiziari utilizzati nella sentenza dell'appello (gli accertamenti svolti dalla gendarmeria francese, la soluzione data al caso dalla Corte parigina e le intercettazioni effettuate nel carcere di Potenza) costituiscono, effettivamente, un compendio indiziario più che sufficiente a suffragare l'opinione che Savoia sia stato assolto dal reato di omicidio volontario, ma non che sia stata esclusa ogni sua responsabilità nel tragico evento di cui egli porta, invece, un carico di responsabilità" e lo ha condannato a due anni di reclusione con la condizionale per calunnia nei confronti della sorella dell'Hamer, che aveva affermato la responsabilità di Vittorio Emanuele nell'omicidio. Affermazione raccolta e pubblicata dal giornalista.
Secondo la Cassazione, il diritto all'oblio "si deve confrontare col diritto della collettività ad essere informata ed aggiornata sui fatti da cui dipende la formazione dei propri convincimenti, anche quando ne derivi discredito alla persona titolare di quel diritto, sicché non può dolersi Savoia della riesumazione di un fatto certamente idoneo alla formazione della pubblica opinione", come la morte di Dirk Hamer nel 1978, tanto più che Vittorio Emanuele "è figlio dell'ultimo re d'Italia e, secondo il suo dire, erede al trono".
Nell'estate del 2023 esce su Netflix Il principe, docuserie diretta da Beatrice Borromeo e incentrata su questa vicenda.

### Affiliazione alla loggia massonica P2
Come molte personalità della classe dirigente italiana che promosse l'abrogazione delle norme transitorie e il rientro in Italia, è risultato iscritto alla loggia massonica P2 di Licio Gelli con la tessera numero 1621 (lista degli appartenenti alla P2).

### Corruzione, concussione, gioco d'azzardo, falso e sfruttamento della prostituzione
Il 16 giugno 2006 il Gip Alberto Iannuzzi del Tribunale di Potenza, su richiesta del Pm Henry John Woodcock, ne ha ordinato l'arresto con le accuse di associazione a delinquere finalizzata alla corruzione e al falso, e associazione a delinquere finalizzata allo sfruttamento della prostituzione nell'ambito di un'indagine legata al casinò di Campione d'Italia. Il 23 giugno 2006, in seguito ad una parziale ammissione dei fatti che gli sono stati addebitati, per decisione del GIP di Potenza, è stato messo agli arresti domiciliari a Roma, in una casa del quartiere Parioli di proprietà della famiglia Fabbri, dove si è trasferito con la moglie Marina Doria. Il Tribunale del Riesame di Potenza, in data 20 luglio 2006, gli ha revocato gli arresti domiciliari, imponendogli il solo divieto di espatrio. Al suo rilascio, dichiarò alla stampa:
 A soli otto giorni dalla propria liberazione, il 28 luglio 2006, in una telefonata ad un conoscente, Vittorio Emanuele dichiarò: 

Circa la questione delle intercettazioni telefoniche, agli inviati del Tg satirico Striscia la notizia che gli hanno consegnato il famoso premio del Tapiro d'Oro, ha affermato: 
Il 28 settembre 2006, circa le vicende di Campione d'Italia e le intercettazioni telefoniche, dichiarò:
Il 13 marzo 2007 la Procura della Repubblica di Como, sulla scorta del riesame integrale di tutte le intercettazioni, ha chiesto l'archiviazione delle due inchieste aperte nei confronti di Vittorio Emanuele di Savoia a Potenza e trasferite a Como, che coinvolgevano anche l'ex sindaco di Campione d'Italia Roberto Salmoiraghi, l'imprenditore Ugo Bonazza, Giuseppe Rizzani e la signora Vesna Tosic; il 27 marzo il GIP del tribunale di Como ha accolto l'istanza di archiviazione. Anche la procura di Roma si è orientata in tal senso perché i fatti non sussistono.
Il 22 settembre 2010, in relazione alla vicenda di Campione d'Italia, il GUP del tribunale di Roma, Marina Finiti, al termine del giudizio con rito abbreviato, ha scagionato da ogni accusa Vittorio Emanuele di Savoia e altre cinque persone coinvolte nel filone di indagine "Savoiagate" con la formula "assolti perché il fatto non sussiste".
Il 3 luglio 2008 il Pm Henry John Woodcock ha chiesto il rinvio a giudizio per Vittorio Emanuele di Savoia con il reato di "associazione a delinquere finalizzata alla corruzione ed al falso contro la pubblica amministrazione, la fede pubblica ed il patrimonio". Nello specifico, Woodcock contesta a Vittorio Emanuele di aver "promosso e organizzato una holding del malaffare specializzata in corruzioni di vario tipo, specie nel settore del gioco d'azzardo": lui ed un'altra dozzina di indagati sarebbero coinvolti in un giro di tangenti per ottenere dai monopoli di stato certificati per l'installazione delle cosiddette "macchinette mangiasoldi", attività che avrebbe anche favorito il riciclaggio di denaro sporco tramite "relazioni con casinò autorizzati, ed, in particolare, con il casinò di Campione d'Italia". Nel settembre 2010 Vittorio Emanuele di Savoia è stato assolto con formula piena dal Gup del tribunale di Roma.
Il 23 settembre 2009 il Gup di Potenza Luigi Barrella ha rinviato a giudizio, per associazione a delinquere finalizzata alla corruzione di pubblici funzionari, Vittorio Emanuele di Savoia su richiesta dell'ex pm di Potenza, Henry John Woodcock. Il rinvio a giudizio di Vittorio Emanuele era stato chiesto da Woodcock nell'ambito dell'inchiesta cosiddetta "Savoiagate". Il procedimento fu trasferito a Roma, per competenza territoriale e ivi Vittorio Emanuele di Savoia fu assolto poiché il fatto non sussiste.
Il 23 febbraio 2015 Vittorio Emanuele di Savoia ha ottenuto un risarcimento di 40.000 euro per i giorni trascorsi in cella da innocente.

## La disputa dinastica

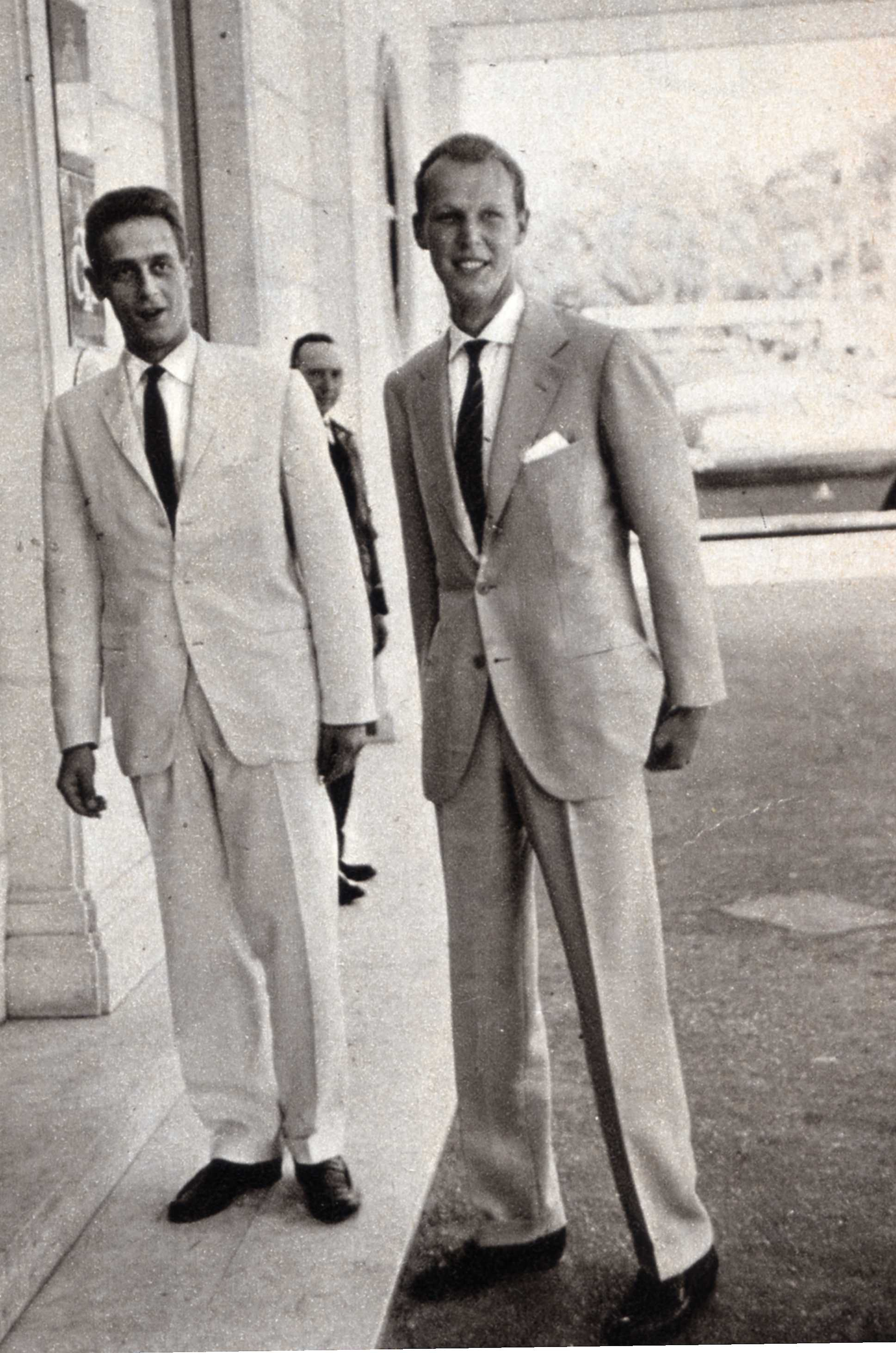
Vittorio Emanuele di Savoia (a destra) con Amedeo di Savoia-Aosta nel 1964

Pur non essendo i titoli nobiliari riconosciuti dallo Stato italiano (ed essendo pertanto privi di qualunque tutela legislativa), sono sorte molteplici controversie sull'assegnazione ereditaria del titolo di capo di Casa Savoia.
La successione al trono di Vittorio Emanuele di Savoia è questione controversa dal 2006, dato che secondo alcuni si dovrebbe considerare il cugino Amedeo di Savoia-Aosta (e, a seguito della morte di questi, il figlio Aimone di Savoia-Aosta) il vero capo del casato. Da anni, infatti, sul punto si è aperta una disputa che vede coinvolti anche esponenti dell'aristocrazia italiana, gruppi monarchici e appassionati di questioni giuridiche. I pareri contrari si fondano sul matrimonio con Marina Ricolfi Doria (nobile di discendenza non reale), mai riconosciuto da suo padre, Umberto II, il quale avrebbe tolto dalla linea dinastica Vittorio Emanuele. Per questo motivo l'unico capo del casato sarebbe Amedeo di Savoia, già sposato con regio assenso con una principessa d'Orléans, figlia del pretendente al Trono di Francia, (matrimonio annullato dalla Sacra Rota nel 1987), e quindi il più consono a rappresentare la famiglia. Amedeo di Savoia-Aosta si è poi nuovamente sposato con Silvia Paternò di Spedalotto.
Inoltre, i sostenitori di Amedeo di Savoia Aosta sostengono che, per effetto del suo matrimonio "diseguale" del 1970 e in mancanza del preventivo consenso del padre (regio assenso), ovvero in contrasto alle leggi che regolamentano la successione dinastica in Casa Savoia (normativa dei matrimoni sabaudi - regie patenti del 13 settembre 1780), Vittorio Emanuele abbia perso ogni diritto di successione al trono ed abbia perso l'appartenenza alla famiglia reale, con perdita di ogni titolo e rango per sé e per tutta la sua discendenza in favore di suo cugino Amedeo di Savoia Aosta.
Vittorio Emanuele, pertanto, secondo questa interpretazione, avrebbe perso il suo status di erede al trono (secondo alcuni resoconti, Umberto II, che non abdicò mai, fece chiudere nella propria bara il sigillo reale) e sarebbe in discussione il suo ruolo di capo di Casa Savoia.
La pubblicazione di riferimento sulle questioni nobiliari e dinastiche italiane, ossia l'Annuario della nobiltà italiana, alla voce "Real Casa di Savoia", indica in capo a Vittorio Emanuele l'avvenuta perdita di tutti i titoli dinastici dopo il matrimonio con Marina Doria del 1970, mentre in capo al di lui figlio Emanuele Filiberto non indica alcun titolo nobiliare o dinastico, titoli attribuiti invece ad Amedeo di Savoia-Aosta dal 1970.
In un'intervista successiva alla morte di Umberto II al settimanale "Point de Vue", la regina Maria José smentì le pretese di Amedeo di Savoia-Aosta:
(Point de Vue n. 3026, luglio 2006)

### Il parere delle due Consulte
I sostenitori di Vittorio Emanuele affermano invece che il matrimonio sarebbe stato accettato anni dopo dal re e che in ogni caso l'approvazione non sarebbe più stata necessaria, ai sensi del disposto dello Statuto Albertino che abrogò ogni norma precedente. A ciò, Vittorio Emanuele aggiunse:
Queste discussioni, aggiunte ad antiche rivalità storiche, hanno fatto sì che tra i due cugini non scorresse buon sangue. L'episodio più significativo si è avuto nel 2004 quando Vittorio Emanuele sferrò un pugno ad Amedeo, che non reagì, al matrimonio di Felipe con Letizia, allora eredi al trono spagnolo. Nei giorni immediatamente successivi, Vittorio Emanuele dichiarò circa il cugino Amedeo di Savoia-Aosta:
La "Consulta dei Senatori del Regno", la più alta autorità monarchica voluta dall'ultimo re d'Italia nel 1955, esistente in Italia (fu sospesa da Vittorio Emanuele nel 2002, ma alcuni suoi membri crearono una nuova "Associazione Consulta dei Senatori del Regno") sotto forma di associazione privata (riconosciuta ai soli fini fiscali), in data 7 luglio 2006 ha decretato che Amedeo di Savoia è
Egli diverrebbe così l'erede ipotetico di Umberto II. Motivo ufficiale: il matrimonio di Vittorio Emanuele con una borghese senza l'assenso del sovrano, che è richiesto dalle Regie patenti promulgate (nel 1780 e nel 1782) da Vittorio Amedeo III di Savoia, re di Sardegna. Da diversi commentatori - a torto o a ragione - si è ipotizzato che la decisione, o quanto meno la scelta del momento in cui renderla nota, sia anche una conseguenza delle vicende giudiziarie che hanno coinvolto il figlio dell'ultimo re d'Italia. La decisione segna comunque un punto di svolta in un'annosa querelle che ha visto contrapporsi i due rami di Casa Savoia.
Alessandro Aldo Mola, presidente della nuova "Associazione Consulta dei Senatori del Regno", rispondendo alle affermazioni di Emanuele Filiberto, secondo cui tale organo non è legittimato a proclamare il duca Amedeo d'Aosta come capo di Casa Savoia, ha dichiarato
In ogni caso quella autoconvocazione di una netta minoranza di consultori era illegittima e nulla, perché non tutti i membri erano stati convocati, come lo stesso avvocato Malnati, che proprio in quei giorni parlò telefonicamente con il Mola senza che questi lo informasse dell'avvenuta "autoconvocazione" della corrente minoritaria aostana.
Di diverso avviso il professor Sandro Gherro (ordinario di diritto ecclesiastico nell'Università di Padova e avvocato della curia romana per nomina della segreteria di stato vaticana), secondo il quale il vero capo di Casa Savoia è Vittorio Emanuele.
Diversa posizione è sostenuta dall'avvocato Franco Malnati (membro della Consulta dei Senatori del Regno sospesa da Vittorio Emanuele), basandosi sulla sentenza della commissione elettorale che, nel 1983, riconosceva il pieno godimento del diritto di voto ad Amedeo d'Aosta perché «non parente stretto» dei Savoia: sulla scorta di tale documento Franco Malnati conclude che Amedeo di Savoia non può rivendicare alcun diritto su Vittorio Emanuele, essendone solo al settimo grado di parentela (n.b.: il grado di parentela si esaurisce per legge al sesto grado e non va confuso con il grado di cuginanza; Vittorio Emanuele e Amedeo sono cugini di quinto grado) ma, a loro volta, i sostenitori di Amedeo ricordano che non esiste alcuna legge che ponga un limite ai gradi di parentela per la successione (tanto che Carlo Alberto di Savoia successe legittimamente a Carlo Felice, pur essendone cugino addirittura di tredicesimo grado).
La vicenda è comunque oggetto di controversia tra le opposte fazioni, che sostengono altrettanto opposte tesi, fino ad arrivare a scontri anche aspri fra i due "pretendenti".
Il 28 dicembre 2019 Vittorio Emanuele ha annunciato che la Consulta dei senatori del Regno, sostituendosi al Senato del Regno d'Italia, ha modificato le regole di successione di Casa Savoia, con la rinuncia alla legge salica.

## Ascendenza
|                                 |                    |                                   | Genitori                                  |  |  | Nonni |  |  | Bisnonni            |  |  | Trisnonni            |  |
|                                 |                    |                                   |                                           |  |  |       |  |  | Umberto I di Savoia |  |  | Vittorio Emanuele II |  |
|                                 |                    |                                   |                                           |  |  |       |  |  | Umberto I di Savoia |  |  | Vittorio Emanuele II |  |
|                                 |                    | Maria Adelaide d'Austria          |                                           |  |  |       |  |  | Umberto I di Savoia |  |  |                      |  |
| Vittorio Emanuele III di Savoia |                    |                                   |                                           |  |  |       |  |  | Umberto I di Savoia |  |  |                      |  |
|                                 |                    | Margherita di Savoia              | Ferdinando di Savoia-Genova               |  |  |       |  |  |                     |  |  |                      |  |
|                                 |                    | Margherita di Savoia              | Ferdinando di Savoia-Genova               |  |  |       |  |  |                     |  |  |                      |  |
|                                 |                    | Margherita di Savoia              | Elisabetta di Sassonia                    |  |  |       |  |  |                     |  |  |                      |  |
| Umberto II di Savoia            |                    | Margherita di Savoia              |                                           |  |  |       |  |  |                     |  |  |                      |  |
|                                 |                    | Nicola I del Montenegro           | Mirko Petrović-Njegoš                     |  |  |       |  |  |                     |  |  |                      |  |
|                                 |                    | Nicola I del Montenegro           | Mirko Petrović-Njegoš                     |  |  |       |  |  |                     |  |  |                      |  |
|                                 |                    | Nicola I del Montenegro           | Anastasia Martinović                      |  |  |       |  |  |                     |  |  |                      |  |
| Elena del Montenegro            |                    | Nicola I del Montenegro           |                                           |  |  |       |  |  |                     |  |  |                      |  |
|                                 |                    | Milena Vukotić                    | Stevan Perkov Vukotić                     |  |  |       |  |  |                     |  |  |                      |  |
|                                 |                    | Milena Vukotić                    | Stevan Perkov Vukotić                     |  |  |       |  |  |                     |  |  |                      |  |
|                                 |                    | Milena Vukotić                    | Jelena Voivodić                           |  |  |       |  |  |                     |  |  |                      |  |
| Vittorio Emanuele di Savoia     |                    | Milena Vukotić                    |                                           |  |  |       |  |  |                     |  |  |                      |  |
|                                 | Filippo del Belgio | Leopoldo I del Belgio             |                                           |  |  |       |  |  |                     |  |  |                      |  |
|                                 | Filippo del Belgio | Leopoldo I del Belgio             |                                           |  |  |       |  |  |                     |  |  |                      |  |
|                                 | Filippo del Belgio | Luisa Maria d'Orléans             |                                           |  |  |       |  |  |                     |  |  |                      |  |
| Alberto I del Belgio            | Filippo del Belgio |                                   |                                           |  |  |       |  |  |                     |  |  |                      |  |
|                                 |                    | Maria di Hohenzollern-Sigmaringen | Carlo Antonio di Hohenzollern-Sigmaringen |  |  |       |  |  |                     |  |  |                      |  |
|                                 |                    | Maria di Hohenzollern-Sigmaringen | Carlo Antonio di Hohenzollern-Sigmaringen |  |  |       |  |  |                     |  |  |                      |  |
|                                 |                    | Maria di Hohenzollern-Sigmaringen | Giuseppina di Baden                       |  |  |       |  |  |                     |  |  |                      |  |
| Maria José del Belgio           |                    | Maria di Hohenzollern-Sigmaringen |                                           |  |  |       |  |  |                     |  |  |                      |  |
|                                 |                    | Carlo Teodoro in Baviera          | Massimiliano Giuseppe in Baviera          |  |  |       |  |  |                     |  |  |                      |  |
|                                 |                    | Carlo Teodoro in Baviera          | Massimiliano Giuseppe in Baviera          |  |  |       |  |  |                     |  |  |                      |  |
|                                 |                    | Carlo Teodoro in Baviera          | Ludovica di Baviera                       |  |  |       |  |  |                     |  |  |                      |  |
| Elisabetta in Baviera           |                    | Carlo Teodoro in Baviera          |                                           |  |  |       |  |  |                     |  |  |                      |  |
|                                 |                    | Maria Josè di Portogallo          | Michele I di Portogallo                   |  |  |       |  |  |                     |  |  |                      |  |
|                                 |                    | Maria Josè di Portogallo          | Michele I di Portogallo                   |  |  |       |  |  |                     |  |  |                      |  |
|                                 |                    | Maria Josè di Portogallo          | Adelaide di Löwenstein-Wertheim-Rosenberg |  |  |       |  |  |                     |  |  |                      |  |
|                                 |                    | Maria Josè di Portogallo          |                                           |  |  |       |  |  |                     |  |  |                      |  |

### Ascendenza patrilineare
1. Umberto I, conte di Savoia, *~980 †1047
2. Oddone, conte di Savoia, *1023 †1057
3. Amedeo II, conte di Savoia, *1046 †1080
4. Umberto II, conte di Savoia, *1065 †1103
5. Amedeo III, conte di Savoia, *1087 †1148
6. Umberto III, conte di Savoia, *1136 †1189
7. Tommaso I, conte di Savoia, *1177 †1233
8. Tommaso II, conte di Savoia, *1199 †1259
9. Amedeo V, conte di Savoia, *1249 †1323
10. Aimone, conte di Savoia, *1291 †1343
11. Amedeo VI, conte di Savoia, *1334 †1383
12. Amedeo VII, conte di Savoia, *1360 †1391
13. Amedeo VIII (Antipapa Felice V), principe di Piemonte, *1383 †1451
14. Ludovico, principe di Piemonte, *1413 †1465
15. Filippo II, principe di Piemonte, *1443 †1497
16. Carlo II, principe di Piemonte, *1486 †1553
17. Emanuele Filiberto, principe di Piemonte, *1528 †1580
18. Carlo Emanuele I, principe di Piemonte, *1562 †1630
19. Tommaso Francesco, principe di Carignano, *1596 †1656
20. Emanuele Filiberto, principe di Carignano, *1628 †1709
21. Vittorio Amedeo I, principe di Carignano, *1690 †1741
22. Luigi Vittorio, principe di Carignano, *1721 †1778
23. Vittorio Amedeo II, principe di Carignano, *1743 †1780
24. Carlo Emanuele, principe di Carignano, *1770 †1800
25. Carlo Alberto, re di Sardegna, *1798 †1849
26. Vittorio Emanuele II, re d'Italia, *1820 †1878
27. Umberto I, re d'Italia, *1844 †1900
28. Vittorio Emanuele III, re d'Italia, *1869 †1947
29. Umberto II, re d'Italia, *1904 †1983
30. Vittorio Emanuele, principe di Napoli e duca di Savoia (contestato dal 2006), *1937 †2024

## Onorificenze

### Onorificenze di Casa Savoia
Il titolo di gran maestro spetta al capo di Casa Savoia; l'attribuzione di questi titoli a Vittorio Emanuele è legato alla controversia sulla successione dinastica.

### Onorificenze straniere
L'Ordine Supremo della Santissima Annunziata non è riconosciuto dallo Stato italiano, mentre l'Ordine dei Santi Maurizio e Lazzaro è conservato come ente ospedaliero e funziona nei modi stabiliti dalla legge. II titolo di Cavaliere d'onore e devozione del Sovrano Militare Ordine di Malta, è automaticamente riconosciuto dalla Repubblica Italiana; quello di Cavaliere Gran Balì di Giustizia del Sacro Militare Ordine Costantiniano di San Giorgio, può essere autorizzato con Decreto del Ministro degli affari esteri della Repubblica Italiana, a richiesta dell'interessato.

## Titoli nobiliari

Stendardo del principe Vittorio Emanuele, come erede al trono, fino al 1946

Poiché al Capo di Casa Savoia spetta tradizionalmente il titolo di Duca di Savoia, l'attribuzione di quest'ultimo titolo prima al cugino Amedeo e, dopo la sua morte, a suo figlio Aimone, è legata alla controversia sulla successione dinastica.

## Parentele
Il padre Umberto era fratello della principessa Mafalda (moglie del langravio Filippo d'Assia-Kassel) e della principessa Giovanna (regina di Bulgaria come consorte di Boris III); la madre Maria José era sorella del re del Belgio Leopoldo III; questo rende Vittorio Emanuele e le sue sorelle cugini di primo grado dei due re del Belgio Baldovino e Alberto, della granduchessa di Lussemburgo Giuseppina Carlotta, della principessa Maria Luisa di Bulgaria, dell'ex re di Bulgaria Simeone II e dei principi Maurizio, Enrico, Ottone e Elisabetta d'Assia e Savoia.